# NGC 7151
NGC 7151 este o galaxie situată în constelația Indianul. A fost descoperită în 8 iulie 1834 de către John Herschel. Se află la o distanță de 20,7 de megaparseci de Pământ.